# 第一批异体字整理表
《第一批异体字整理表》（簡稱《一异表》，此表虽名为“第一批”但至今未出台“第二批异体字整理表”，下詳），是1955年中华人民共和国文化部和中国文字改革委员会发布的规范字选字表，原有810組，淘汰異體字1,055個（但“妳”、“粇”二字分別出現了兩次），於1956年2月1日開始實施，但用作姓氏的可以不加改变，像“邱”姓可以不改为“丘”。
《一异表》從同音（不一定完全同義）的“異體字”中選出一字，當规范字，其中一些選用字習慣上被看作簡化字，例如：布[佈]、痴[癡]、挂[掛]、哄[閧鬨]、迹[跡蹟]、杰[傑]、泪[淚]、厘[釐]、脉[脈]、猫[貓]、栖[棲]、弃[棄]、笋[筍]、席[蓆]、凶[兇]、异[異]、涌[湧]、岳[嶽]、韵[韻]、灾[災]、札[剳劄]、扎[紥紮]、占[佔]、周[週]、注[註]等。《一异表》經過多次调整（例如：1988年收入《现代汉语通用字表》中的“骼”、“薰”、“黏”、“愣”等15个字成为规范字，也不再作为淘汰的异体字，据此，“骨骼”不能再写成“骨胳”，“黏膜”不应再写成“粘膜”），于2013年被《通用規範漢字表》取代。
1955年版的《一異表》將常用字形「兔」列為異體字廢除，選用節省一筆的「兎」，但是1965年的《印刷通用漢字字形表》用「兔」為標準；與此相類，上方字形近似「兔」的「魚」字，在1956年的《漢字簡化方案》中，簡化偏旁定為與相似的，直到1959年推行簡化偏旁，才更改為「鱼」。
1955年版的《一異表》中選用「佇」字，廢除異體字「伫」。但是1964年《簡化字總表》，把「宁（寧）」定為可作類推簡化字後出了問題，過了一年後就把原來「宁」旁字都去掉豎鉤。（《總表》只把原「宁」字改作「㝉」，沒處理其他帶「宁」旁字。）於是「佇」字被廢除，而本來廢除了的「伫」變相成為選用字。

## 調整
- 1956年3月23日，文改會、文化部發出《修正第一批異體字整理表內「阪、挫」二字的通知》，恢復“阪[註 1]”、“挫”二字。
- 1986年10月10日重新发表《简化字总表》的说明恢復了11字：，均為類推簡化字。
- 1988年3月25日国家语言文字工作委员会与中华人民共和国新闻出版署《关于发布〈现代汉语通用字表〉的联合通知》，恢复使用15字：。
- 1993年9月3日國家語言文字工作委員會文字應用管理司刪除「熔〔鎔〕」組，再將“鎔”類推簡化為“镕”[2]，时任国务院副总理的朱镕基的名字如按照《第一批异体字整理表》应该称“朱熔基”，有香港報紙評論，用“熔基”就是熔化基础，而用“鎔基”则是铸造国基，但“鎔”却是被淘汰的异体字，国家语委文字应用管理司专门为这个字发了一个文件《关于“鎔”字使用问题的批复》：“异体字必须是同音同义的，只是字形不同。‘鎔’字有‘熔化’、‘铸造’、‘铸器的模型’等几个义项，在这些义项中只有‘熔化’这一义项‘鎔’、‘熔’意义完全相同，‘鎔’是‘熔’的异体字。‘鎔’字的另外几个义项是‘熔’所不具备的，因此，当人名用字中‘鎔’表示‘熔化’以外的意思时，‘鎔’不是‘熔’的异体字，可继续使用，并按偏旁类推简化原则，‘鎔’字应作‘镕’。”從而使異體字減為795組，淘汰異體字減少為1,026個（字形為 1024個）。

### 其他修正
- 1997年語文出版社出版的《語言文字規範手冊》刪除「粳〔稉粇秔〕」中之「粇」字和「諂〔謟〕」組，原因為“根據群眾意見，經過專家組論證”[3]。如果將之計算在內，所剩字組為794組，淘汰異體字數為1024個（字形為 1023個）。
- 2013年《通用規範漢字表》部分恢復當中45字為規範字，用於地名、人名和专門術语。該45字为：

## 使用情況及編碼
異體字在中國大陸屬於「不規範漢字」，因此絕大部份沒有編入國標編碼（GB2 與 GB4 收納了一些，GB 8565.2-88 收錄了 23 個）；但由於其他漢字區域仍會使用，故除了少數字，全部已編入中日韓統一表意文字。該少數字沒有編入部份原因是它們被視為同一字之不同字形，例如字與台灣寫法相同，與字認同了，使用同一編碼 U+73CA；字與台灣寫法相同，與字認同了，使用同一編碼 U+865C。

## 例子
以下列出一些選用字的例子，當中被廢棄的異體字在香港、澳門、台灣或某些方言仍然很常用，或有不同的用法和意義。由於選用字的笔画大部分比異體字少，這些字很多時都會被錯認為簡化字。
依漢語拼音排列：
-{A
- 庵[菴]

B
- 霸[覇]　柏[栢]　背[揹]　杯[盃]　并[併並]　鉢[缽]　布[佈]

C
- 采[採]　册[冊]　厠[廁]　鏟[剷]　嘗[嚐]　場[塲]　耻[恥]　厨[廚]　床[牀]　唇[脣]　糍[餈]　匆[怱]　村[邨]

D
- 蕩[盪]　雕[彫鵰琱]　吊[弔]　叠[疊]　豆[荳]　妒[妬]　朵[朶]

E
- 鵝[鵞]　鰐[鱷]

F
- 珐[琺]　峰[峯]　佛[髴]

G
- 秆[稈]　杆[桿]　杠[槓]　扛[摃]　糕[餻]　個[箇]　亘[亙]　粳[稉秔]　够[夠]　鈎[鉤]　雇[僱]　挂[掛]　館[舘]　果[菓]

H
- 蚝[蠔]　和[龢]　恒[恆]　哄[鬨]　糊[餬]　嘩[譁]　獾[貛]　輝[煇]　匯[滙]

J
- 羈[覊]　鷄[雞]　績[勣]　迹[跡蹟]　鑒[鑑]　奸[姦]　减[減]　繮[韁]　僵[殭]　脚[腳]　届[屆]　劫[刧刦]　杰[傑]　晋[晉]　徑[逕]　凈[淨]　韭[韮]　厩[廐]　巨[鉅]　局[侷]　决[決]

K
- 疴[痾]　剋[尅]　扣[釦]　况[況]　昆[崑崐]　捆[綑]　坤[堃]

L
- 琅[瑯]　泪[淚]　棱[稜]　厘[釐]　裏[裡]　狸[貍]　煉[鍊]　斂[歛]　梁[樑]　凉[涼]　爐[鑪]　略[畧]　侖[崘崙]

M
- 駡[罵]　麻[蔴]　脉[脈]　猫[貓]　幂[冪]　眯[瞇]　麵[麪]　渺[淼]

N
- 乃[迺]　你[妳]　昵[暱]　拈[撚]　念[唸]　娘[孃]

P
- 炮[砲]　匹[疋]　憑[凴]　鋪[舖]

Q
- 栖[棲]　凄[淒]　弃[棄]　潜[潛]　强[強]　墻[牆]　槍[鎗]　丘[坵]　球[毬]　却[卻]　群[羣]

S
- 删[刪]　姗[姍]　栅[柵]　珊[珊]　膳[饍]　膻[羶]　升[陞昇]　尸[屍]　謚[諡]　竪[豎]　蘇[甦]　笋[筍]

T
- 它[牠]　嘆[歎]　罎[罈壜]　掏[搯]　同[仝]　馱[䭾]　托[託]

W
- 挽[輓]　喂[餵]　污[汙汚]

X
- 席[蓆]　閑[閒]　嫻[嫺]　綫[線]　厢[廂]　效[効]　蝎[蠍]　泄[洩]　携[擕㩗攜㩦]　幸[倖]　汹[洶]　凶[兇]　綉[繡]　銹[鏽]　叙[敘敍]　勛[勳]

Y
- 烟[煙菸]　咽[嚥]　檐[簷]　岩[巖]　肴[餚]　异[異]　殷[慇]　咏[詠]　涌[湧]　恿[慂]　游[遊]　岳[嶽]　韵[韻]

Z
- 灾[災]　榨[搾]　扎[紥紮]　咤[吒]　占[佔]　沾[霑]　哲[喆]　志[誌]　侄[姪]　衆[眾]　周[週]　伫[佇]　注[註]　猪[豬]　妝[粧]　踪[蹤]　棕[椶]　粽[糉]　樽[罇]}-

## 第二批異體字整理表
1956年6月，中國文字改革委員會編寫《第二批異體字整理表（初稿）》，收入605組異體字，淘汰了759個字。徵求意見後，10月印出《第二批異體字整理表》，收入595組異體字，淘汰766個字。1957年1月，《第一批異體字整理表》和《第二批異體字整理表》合併為《異體字整理表》。同年6月，文改會會議決定只以音義全同，但字形分歧的字為異體字，將音義不全同的字撤消，又刪去極生僻的古代異體字。1959年、1962年、1965年都進行了異體字整理工作，但是《異體字整理表》一直沒有公佈。1976年底制訂了《第二批異體字整理表（徵求意見稿）》，1977年5月修改後改名為《異體字整理表（徵求意見稿）》。但是文改會當時主要工作是制訂二簡字，所以停止整理異體字。

## 另見
- 第一批异形词整理表
- 漢字標準列表